# Kūpīch-e Soflá
Kūpīch-e Soflá (persiska: کوپیچ سفلی) är en ort i Iran.   Den ligger i provinsen Kurdistan, i den nordvästra delen av landet, 500 km väster om huvudstaden Teheran. Kūpīch-e Soflá ligger 1 461 meter över havet och antalet invånare är 292.
Terrängen runt Kūpīch-e Soflá är huvudsakligen kuperad. Kūpīch-e Soflá ligger nere i en dal.Runt Kūpīch-e Soflá är det ganska tätbefolkat, med 93 invånare per kvadratkilometer. Närmaste större samhälle är Bāneh, 4,2 km sydost om Kūpīch-e Soflá. Trakten runt Kūpīch-e Soflá består till största delen av jordbruksmark.